# Metabutetamin
| Metabutetamin                                                                                                   |                                           |
| |                                           |
| IUPAC-név | 2-(2-metilpropilamino)etil-3-aminobenzoát |
| Más nevek | unakain                                   |
| Kémiai azonosítók                                                                                               |                                           |
| CAS-szám | 4439-25-2                                 |
| PubChem | 11115                                     |
| ChemSpider | 10644                                     |
| DrugBank | DB13578                                   |
| KEGG | C17723                                    |
| ChEBI | 81295                                     |
| ATC kód | N01BA01                                   |
| SMILES | CC(C)CNCCOC(=O)C1=CC(=CC=C1)N             |
| InChIKey | BXMFKNRZTLNAFY-UHFFFAOYSA-N               |
| UNII | PSJ9VIF3RV                                |
| ChEMBL | CHEMBL2110959                             |
| Kémiai és fizikai tulajdonságok                                                                                 |                                           |
| Kémiai képlet                                                                                                   | C13H20N2O2                                |
| Moláris tömeg                                                                                                   | 236.3101                                  |
| Sűrűség | 1,067                                     |
| Forráspont | 383.7                                     |
| Ha másként nem jelöljük, az adatok az anyag standardállapotára (100 kPa) és 25 °C-os hőmérsékletre vonatkoznak. |                                           |

A metabutetamin (INN: metabutethamine) a fogászatban használt helyi érzéstelenítő. Hidroklorid sójának neve: unakain.
Neve a meta-amino-benzoesav(de), izobután és etanolamin összevonásából származik.
Magyarországon nincs forgalomban.